# Métropole copte orthodoxe de France
 (décembre 2019).
- Si vous ne connaissez pas le sujet, laissez ce bandeau (vous pouvez alors contacter les auteurs).
- Si vous supprimez le contenu mis en cause (vous pouvez préalablement contacter les auteurs),

argumentez précisément cette suppression dans la page de discussion
(un manque de référence n'est pas un argument ; une recherche réelle de référence doit avoir été effectuée, être formellement documentée).
La métropole copte orthodoxe de Toulon et de toute la France, aussi appelée Église copte orthodoxe de France, est une juridiction de l'Église copte orthodoxe d'Alexandrie dont le siège est à Toulon.

## Histoire
Le 2 juin 1974, pour répondre aux besoins des coptes émigrés, Sa Sainteté Chenouda III, Pape et Patriarche d'Alexandrie envoya deux moines du monastère Saint-Bishoy du Wadi Natroum, servir en Europe occidentale. Le moine Marcos fut ordonné évêque de Toulon-Marseille et le moine Athanasios chorévêque.
Des communautés d'origine égyptienne furent organisées d'abord en France à Paris et Marseille. Le siège de l'évêché fut érigé et construit à Toulon / Le Revest-les-Eaux avec une église dédiée  à Marie Théotokos sous le vocable de l'« Apparition de la Mère de Dieu à Zeitoun ».
Devant la nécessité d'une pastorale adaptée pour les Occidentaux, le pape et patriarche décida le 18 juin 1994 de créer en France un diocèse ayant vocation à devenir l'Église locale du patriarcat d'Alexandrie. Il signa un protocole d'institution et éleva son premier évêque à la dignité de métropolite et ordonna un évêque vicaire.
Abba Marcos est décédé le 11 mai 2008, lui succède Abba Athanasios le 16 juin 2013 . Abba Athanasios est décédé le 22 octobre 2023. Le siège est actuellement vacant. 